# بيدرو أفيليس
بيدرو أفيليس (بالإنجليزية: Pedro Avilés)‏ (23 يناير 1956)؛ روائي إسباني.